# Zygmunt Smalcerz
Zygmunt Antoni Smalcerz, né le 8 juin 1941 à Bestwinka, Pologne, est un haltérophile polonais.

## Biographie
Sa formation a débuté en 1960, sous la coupe de son entraineur Dziedzic Augustin, aux côtés de Waldemar Baszanowski. 
En 1971, à Lima, il remporte la médaille d'or aux championnats du monde d'haltérophilie.
Puis la même année, il remporte les championnats d'Europe.
Un an plus tard, aux Jeux olympiques d'été de 1972, à Munich, il est devenu Champion olympique.
Il prend la médaille de bronze aux championnats du monde d'haltérophilie, en 1973.
Zygmunt Smalcerz reprend le titre mondial en 1975. 
Il participe aux Jeux olympiques d'été de 1976 à Montréal.
Après la compétition de haut niveau, il s'engage dans le Comité olympique polonais, le PKOl.

## Palmarès
Il a battu 4 records du monde chez les poids mouches.
Il fut 6 fois champion national et a établi 21 records polonais. 

### Jeux olympiques
- Munich 1972 :  1er Médaille d'or.
- Montréal 1976 : Abandon

### Championnats du monde
dans la catégorie des poids mouches :
- - 1971:  Médaille d'or.
  - 1975:  Médaille d'or.
  - 1970:  Médaille d'argent.
  - 1973:  Médaille de bronze.

### Championnats d'Europe
dans la catégorie des poids mouches :
- - 1971:  Médaille d'or.
  - 1972:  Médaille d'or.
  - 1974:  Médaille d'or.
  - 1975:  Médaille d'or.

### Championnat de Pologne
Six fois champion national, 21 records nationaux et élu meilleur sportif polonais de l'année 1975.